# Карабулак (Косагашский сельский округ)
Карабулак (каз. Қарабұлақ) — упразднённое село в Аягозском районе Восточно-Казахстанской области Казахстана. Ликвидировано в 2013 году. Входило в состав Косагашского сельского округа. Код КАТО — 633463300.

## Население
В 1999 году население села составляло 114 человек (52 мужчины и 62 женщины). По данным переписи 2009 года, в селе проживали 34 человека (16 мужчин и 18 женщин).